# Manuel Inácio de Noronha
Manuel Inácio de Noronha  foi um fidalgo Cavaleiro da Casa Real, Sargento-mor de milícias e alferes do 2.° Regimento da cidade do Porto.

## Biografia
Foi filho de João Inácio Homem da Costa Noronha com D. Clara Mariana Xavier de Noronha Corte Real. Nasceu no dia 4 de Maio de 1757. Casou na cidade do Porto no dia 25 de Março do ano de 1786 com D. Ana Rita de Magalhães, filha de Manuel Luiz de Magalhães e de sua mulher D. Quitéria Rosa Martins. 
Filhos de Manuel Inácio de Noronha com D. Ana Rita de Magalhães:
1 -  António Homem da Costa Noronha. Casou com D. Felícia Augusta Borges Teixeira.
2 - D. Joana Maria de Noronha, faleceu. No dia 29 de Janeiro de 1858, na ilha de São Miguel.
3 -  João Inácio de Noronha. Foi fidalgo e cavaleiro da Casa Real, por alvará. de 20 de Setembro de 1797 (Livro III da matr.  fis.
52 v.).
4 - Manoel Homem da Costa de Noronha, fidalgo e cavaleiro da Casa Real, por alvará de 25 de Outubro de 1798. Nasceu na cidade do Porto.
5 -  José Joaquim Homem da Costa Noronha. Foi fidalgo e cavaleiro da Casa Real, por alvará do dia 25 de Outubro de 1798.
6 -  Ana Rita de Noronha, casada na ilha de S. Jorge com F……
7 -  D. Maria do Carmo de Noronha.
9 -  D. Clara Mariana de Noronha.
10 -  Heitor Homem da Costa Noronha.
11 - Luiz Homem da Costa Noronha.
12 - Francisco Homem da Costa Noronha